# War and Pain
War and Pain è l'album di debutto della band canadese thrash metal Voivod, prodotto nel 1984 dalla Metal Blade.

## Tracce
1. Voivod – 4:16
2. Warriors of Ice – 5:06
3. Suck Your Bone – 3:32
4. Iron Gang – 4:15
5. War and Pain – 4:55
6. Blower – 2:43
7. Live for Violence – 5:11
8. Black City – 5:07
9. Nuclear War – 7:02

## Formazione
- Denis Bélanger - voce
- Jean-Yves Thériault - basso
- Michel Langevin - batteria
- Denis D'Amour - chitarra